# Relations entre les Communautés européennes et le Royaume-Uni de 1952 à 1973
Cet article concerne les relations entre les Communautés européennes et le Royaume-Uni avant son adhésion. Pour les relations postérieures à cette adhésion, voir Relations entre le Royaume-Uni et l'Union européenne de 1973 à 2019. Pour la période suivant le retrait, voir Relations entre le Royaume-Uni et l'Union européenne.
Les relations entre les Communautés européennes et le Royaume-Uni ont commencé dès la mise en place de la Communauté européenne du charbon et de l'acier et se sont perpétuées jusqu'à l'adhésion du pays aux trois communautés en 1973. À cette date, la nature des relations entre le pays et les Communautés se sont modifiées, passant de relations horizontales (deux entités tierces l'une pour l'autre) à verticales (entre une organisation supranationale et l'un de ses États membres).

## Historique

### Premier mandat de Winston Churchill: prémices de l'intégration européenne (1940-1945)
Lors de son discours sur l'unité européenne durant la conférence de Zurich du 19 septembre 1946, Winston Churchill prône la création des États-Unis d'Europe mais est clair sur le fait que le Royaume-Uni n'a pas vocation à y participer. En effet, le Royaume-Uni considérait qu'il n'avait pas de raison de rejoindre une Europe « ravagée par d'anciens ennemis ».

### Sous le mandat de Clement Attlee: création de la Communauté européenne du charbon et de l'acier (1945-1951)
La position britannique vis-à-vis de l'Europe et des initiatives d'intégration européenne d'alors peuvent être résumée par la déclaration faite par un comité gouvernemental en 1949. Celui estimait alors :

« Notre politique doit être d'assister l'Europe dans sa reconstruction. Nous ne devons, en aucune circonstance, assister l'Europe au point où notre assistance nous rendrait trop faible pour être un allié de valeur pour les États-Unis. En dernier recours, nous ne pouvons pas compter sur les États européens. »

— Rowe 2004, p. 97
Le 9 mai 1950, la déclaration Schuman est faite visant à mettre en place la Communauté européenne du charbon et de l'acier (CECA). Le Royaume-Uni est, à cette date, le premier producteur européen de charbon et d'acier mais reste opposé aux unions douanières et à la supranationalité. Tenu à l'écart de la déclaration, le Royaume-Uni, par la voie de son secrétaire aux Affaires étrangères Ernest Bevin, exprime son opposition à la France, craignant notamment l'affaiblissement de ses relations avec le Commonwealth.
En dépit de cette opposition, Clement Attlee soutient le projet afin de relancer les relations entre l'Allemagne et la France le 11 mai 1950 devant la Chambre des communes. Il s'oppose toutefois à la participation de son pays. Un comité interministériel sur l'Autorité franco-allemande, incluant les syndicats patronaux et d'employés, fut établi afin d'étudier l'impact du projet sur l'économie britannique. Les commentaires initiaux, pourtant favorables, n'ont pas empêché l'apparition de crainte vis-à-vis d'une autorité supranationale capable d'intervenir dans la politique économique du pays dans ce secteur, alors même que le gouvernement travailliste du Royaume-Uni venait de nationaliser sa production de charbon et d'acier.
Robert Schuman et Jean Monnet souhaitaient toutefois lever cette opposition, quitte à avancer sans le Royaume-Uni, sans toutefois remettre en cause la nature supranationale de la Haute Autorité. En dépit des efforts et discussions, chacun maintint sa position. Le 25 mai 1950, une invitation fut envoyée par le gouvernement français au gouvernement britannique au sujet de leur participation au projet, dès lors que ceux-ci acceptait les principes de base contenus dans la déclaration Schuman. La réponse initiale du Royaume-Uni, avant même la réception de cette invitation et d'un document détaillé concernant le projet, fut d'attendre le début des discussions entre l'Allemagne et la France afin d'obtenir plus d'information sur son contenu. Ayant reçu l'ensemble des informations, le gouvernement britannique émit une seconde réponse, le 27 mai, dans laquelle il déclara ne pas vouloir participer à des discussions qui porteraient sur le partage des ressources en charbon et en acier et sur l'établissement d'une Haute Autorité souveraine sans en connaître les modalités pratiques. En dépit des efforts français, la réponse fut confirmée de nouveau le 31 mai 1950, bien que le Royaume-Uni ait indiqué vouloir obtenir des garanties et une position spéciale dans les négociations.
Jean Monnet informa immédiatement son opposition au statut spécial qui, selon lui, aurait affaibli la dimension supranationale de la CECA. Le 1er juin, le ministère des Affaires étrangères français demanda l'accord des gouvernements intéressés pour émettre un communiqué demandant à l'établissement d'un traité, qui serait soumis aux parlements nationaux, et dont l'objectif serait la mise en commun du charbon et de l'acier et l'établissement d'une Haute Autorité. Le gouvernement fit un pas vers le Royaume-Uni en assurant qu'il serait informé des discussions et qu'il pourrait demander l'adhésion à l'avenir. Le lendemain, le gouvernement britannique proposa de nouveau une conférence ministérielle des pays intéressées. Cette proposition fut rejetée par la France. Le communiqué du 1er juin fut confirmé le 3 juin par ceux qui deviendront les six États fondateurs. À son tour, le Royaume-Uni confirma sa position initiale.
Le 13 juin 1950, le manifeste « European Unity » du parti travailliste indiquait la position britannique sur le plan Schuman :
- les Travaillistes ne souhaitaient pas envisager une Europe qui n'était pas socialiste,
- le Commonwealth et les relations avec les États-Unis restaient primordiales,
- l'organisation internationale ne pourrait être qu'intergouvernementale et n'inclure que des gouvernements souverains.

Les 26 et 27 juin 1950, l'opposition conservatrice émit une proposition, signée par Winston Churchill, Anthony Eden et Harold Macmillan, demandant la participation du Royaume-Uni aux négociations. Un amendement fut introduit selon lequel la proposition rappelait l'impossibilité du gouvernement d'entrer en négociation dans la situation actuelle tout en soulignant sa volonté de jouer un rôle constructif dans les négociations en cours. C'est cette dernière proposition qui fut adoptée.
En 1951, lors d'un débat à la Chambre des communes, Attlee a déclaré que le parti travailliste « n'était pas prêt à accepter le principe selon lequel la principale force économique du pays devait être confiée à une autorité qui est complètement non-démocratique et responsable devant personne ».

### Second mandat de Winston Churchill (1951-1955)
Le second mandat de Winston Churchill fut l'occasion de proposer le plan Eden, du nom du secrétaire d’État britannique aux Affaires étrangères Anthony Eden. Ce plan fut exposé une première fois lors de la 10e réunion du Comité des ministres du Conseil de l'Europe le 19 mars 1952. La position britannique est, alors, d'éviter un dédoublement et une compétition entre les communautés (créées ou en projet, comme la Communauté européenne de défense) et le Conseil de l'Europe.
Ainsi, le plan demande que les institutions du Conseil de l'Europe soient utilisées pour les institutions résultant du plan Schuman, la Communauté européenne de défense et toute future organisation de ce type. Le projet précise, par ailleurs, que le Conseil de l'Europe resterait intergouvernemental. Cette proposition vise donc à réintroduire l'intergouvernementalisme au sein des institutions supranationales créées ou en projet. Selon ce même plan, le Conseil de l'Europe connaîtrait cinq modifications :
1. il deviendrait une part intégrale des Communautés européennes,
2. il aurait des fonctions importantes,
3. la duplication des organes européennes seraient évitées,
4. le plan Schuman et la CED utiliserait la « machinerie » (c'est-à-dire les institutions) déjà existante,
5. il sera possible pour les États le souhaitant de déterminer leur niveau de participation au sein des institutions parlementaires et exécutives.

L'Assemblée consultative du Conseil de l'Europe s'est prononcé le 21 mars 1952 sur la proposition, l'accueillant favorablement. L'Assemblée considère en effet qu'elle permettra une meilleure coopération du Royaume-Uni et des autres États membres du Conseil de l'Europe avec ces Communautés. L'institution ajoute d'ailleurs que le seul effet institutionnel serait l'intégration des institutions de ces communautés dans le cadre institutionnel du Conseil de l'Europe. Selon l'Assemblée, cet arrangement favoriserait le soutien pour les Communautés dans les parlements nationaux mais également dans l'opinion publique.
Le 30 mai 1952, l'Assemblée consultative adopte une seconde résolution comprenant plusieurs principes dans le cas où la proposition britannique était retenue (ne pas empêcher le développement des Communautés, lien entre ces communautés et le Conseil de l'Europe, possibilité de contribuer à certaines mesures, etc.).
Faisant suite à cette seconde résolution, Guy Mollet, un article publié dans Notre Europe en 1952, remarque le regain d'intérêt du Royaume-Uni pour les questions européenne. Il reconnait également que la possibilité, pour le Royaume-Uni mais également les autres États du Conseil de l'Europe non membre des communautés spécialisées, doit s'accompagner d'obligations égales de la part du Royaume-Uni (Mollet cite alors des exemples tels que des informations sur ses industries du charbon et l'acier, etc.). Selon lui, le Royaume-Uni était même prêt à s'associer activement à l'aspect politique de la CED.
Le 1er septembre 1952, une délégation du Royaume-Uni auprès de la Haute Autorité est créée. Basée à Luxembourg, la délégation est menée par Cecil Weir.
La proposition fut ensuite défendue par Eden devant l'Assemblée consultative du Conseil de l'Europe le 15 septembre 1952. À la suite de son intervention, un rapport fut publié le 29 septembre 1952 afin de permettre sa mise en œuvre pour la seule CECA. Cependant, en dépit du soutien britannique et de celui des États scandinaves, le projet resta lettre morte car il était considéré comme une tentative de saboter les tentatives de rapprochement des Communautés.

### Sous le mandat de Anthony Eden (1955-1957)
Peu de temps après son arrivée au pouvoir, en mai 1955, il remplace Cecil Weir par William Meiklereid à la tête de la délégation du Royaume-Uni auprès de la Haute Autorité.
Le mandat d'Anthony Eden est principalement marqué par la crise de Suez en 1956, qui vont entacher les relations du Royaume-Uni avec les États-Unis, ce qui amènera le pays à reconsidérer ses relations avec l'Europe. À la suite de la crise de Suez, Guy Mollet, alors président du Conseil en France propose à Eden une union franco-britannique. Eden aurait refusé et indiqué préférer une entrée de la France dans le Commonwealth, qui n'eut pas lieu.

### Sous le mandat de Harold Macmillan: première demande d'adhésion (1957-1963)
La Communauté économique européenne (CEE) et la Communauté européenne de l'énergie atomique (Euratom) furent créées en 1957 par le traité de Rome. À cette date, le pays ne souhaite pas participer à celles-ci.
Le 8 septembre 1958, Harold Macmillan remplace William Meiklereid par Arthur Tandy à la tête de la délégation du Royaume-Uni auprès de la Haute Autorité.
Rapidement, le pays constate que sa non-participation l'isole. Cet isolement résulte d'un contexte géopolitique difficile pour le Royaume-Uni :
- la crise de Suez de 1956 a tendu les relations avec les États-Unis[20].
- l'empire colonial britannique disparaît et le Commonwealth, organisant les relations avec les anciennes colonies britanniques, ne permet pas de maintenir un lien politique suffisamment fort. Économiquement, les relations s'affaiblissent également[20].
- l'Association européenne de libre-échange, créée en 1960, n'a pas compensé la faiblesse grandissante de l'économie britannique dont les performances étaient surpassées par les États au sein des Communautés, d'autant que ses échanges, à l'origine orienté vers les États du Commonwealth, avaient augmenté avec l'Europe occidentale[23].

Ces éléments mènent le pays à formuler sa première demande d'adhésion en août 1961. Elle fut préparée par Harold Macmillan en s'assurant du soutien de son gouvernement et du parti conservateur (en dépit d'une certaine opposition en son sein, compensée par le soutien général du Parlement). Ce soutien obtenu, le projet fut proposé à la Chambre des communes qui l'approuva à son tour le 3 août (313 votes en faveur, 4 votes contre et l'abstention de l'opposition travailliste et de 50 Conservateurs). Les raisons de l'abstention travaillistes étaient notamment la crainte de la disparition de l'État providence, du capitalisme et du libéralisme. À la suite du vote du Parlement britannique, Macmillan débuta une tournée internationale afin de promouvoir les avantages de l'adhésion. Cette tournée inclut les Six afin d'évaluer les possibilités de réussite de la demande britannique, mais également les pays du Commonwealth. Finalement, la demande d'adhésion à la Communauté économique européenne fut soumise le 9 août 1961. La lettre de demande d'ouverture des négociations, envoyée à Ludwig Erhard le 9 août 1961, est ainsi formulée :

« Monsieur le Président,

J'ai l'honneur d'informer Son Excellence que, en accord avec la résolution adoptée par les deux Chambres du Parlement le 3 août, le gouvernement de Sa Majesté au Royaume-Uni de Grande-Bretagne et d'Irlande du Nord souhaite ouvrir les négociations en vue d'adhérer au traité de Rome sous les conditions prévues par l'article 237.

Comme les gouvernements membres de la Communauté économique européenne le savent, le gouvernement de Sa Majesté a la nécessité de prendre en compte les relations spéciales entretenue avec le Commonwealth ainsi que les intérêts essentiels de l'agriculture britannique et des autres membres de l'Association européenne de libre-échange. Le gouvernement de Sa Majesté croit que les gouvernements membres considéreront ces problématiques avec bienveillance et reste donc confiant en des négociations réussies. Cela constituerait un pas historique vers une union plus étroite entre les peuples européens qui est le but commun du Royaume-Uni et des membres de la Communauté.

Harold Macmillan »

— Lettre de Harold Macmillan à Ludwig Erhard - 9 août 1961
La demande britannique fut unanimement approuvée par le Conseil le 27 septembre 1961 bien que les États membres demandent un complément d'information sur les problèmes soulevés par la demande d'adhésion. À cette fin, le gouvernement britannique est invité à une réunion à Paris le 10 octobre 1961. Finalement, les négociations débutèrent le 10 octobre 1961. Le 28 février 1962, cette première demande fut suivie par une demande d'adhésion à la CECA et à l'Euratom.
Les premières négociations furent difficiles. Menée par Edward Heath, alors Lord du sceau privé et qui sera Premier ministre lors de l'adhésion en 1973, le Royaume-Uni exigeait plusieurs exemptions sur la règlementation communautaire : en premier lieu le tarif douanier commun (du fait de ses relations privilégiées avec le Commonwealth). L'année 1962 permit quelques progrès, notamment du fait que le gouvernement britannique s'éloignait petit à petit de ses anciennes préférences impériales, mais le pays continuait de demander des exemptions. En parallèle, Macmillan lança une campagne au Royaume-Uni afin d'informer et d'améliorer la position de l'opinion publique sur le sujet. Cependant, en septembre 1962, le Canada et la Nouvelle-Zélande se sont prononcées contre l'adhésion.
En dépit du fait que cinq des six membres fondateurs étaient prêt à accepter certaines de ces requêtes, l'opposition du gouvernement français mené par Charles de Gaulle entraîna son veto le 14 janvier 1963,. Edward Heath envoya alors deux courriers à Paul-Henri Spaak et Ludwig Erhard indiquant sa volonté de voir l'adhésion se concrétiser à terme.
Le 18 avril 1963, Con O'Neill remplace Arthur Tandy à la tête de la délégation du Royaume-Uni auprès de la Haute Autorité.

### Sous le mandat de Alec Douglas-Home (1963-1964)
Le mandat de Alec Douglas-Home fut de courte durée (moins d'un an) et n'emporta pas de changement majeur dans les relations entre le Royaume-Uni et les Communautés.

### Sous le mandat Harold Wilson: seconde demande (1964-1970)
Le 2 juin 1965, James Marjoribanks remplace Con O'Neill à la tête de la délégation du Royaume-Uni auprès de la Haute Autorité.
Le 10 novembre 1966, le gouvernement britannique annonce sont intention de mener « une série de discussions avec [les gouvernements des États membres des Communautés] afin de déterminer [si…] les intérêts britanniques et du Commonwealth essentiels pourrait être préservé si le Royaume-Uni signait le traité de Rome et rejoignait la CEE ».
Ces discussions se sont étalées entre janvier et mars 1967 et, au regard des conclusions, la seconde demande d'adhésion, aux trois Communautés, fut envoyée par Harold Wilson le 2 mai 1967. Le même jour, devant la Chambre des Communes, il s'exprima sur les problématiques liées à l'adhésion, au sujet notamment de l'agriculture, du Commonwealth et des politiques régionales.
Le 16 mai 1967, Charles de Gaulle répondit à la nouvelle demande d'adhésion britannique par un « veto de velours » qui força le Royaume-Uni à chercher le soutien des cinq autres membres des Communautés et les institutions. De Gaulle reconnaissait en effet qu'il ne pouvait pas opposer deux fois son veto et qu'en conséquence la question devrait être débattue à Bruxelles. Ces débats eurent lieu le 10 juillet 1967 et en automne de cette même année.
Le départ de De Gaulle en 1969, après le rejet de sa proposition de réforme du Sénat et de la régionalisation par référendum sur la réforme du Sénat et la régionalisation, permet l'arrivée de Georges Pompidou à la présidence. Dès sa prise de fonction, Pompidou a encourage l'adhésion du Royaume-Uni pour une troisième fois. En effet, à l'issue du sommet de La Haye, des 1er et 2 décembre 1969, Pompidou réagit en ouvrant la voie à l'élargissement de l'Union, notamment au Royaume-Uni.

### Sous le mandat d'Edward Heath: négociations et adhésion (1970-1974)
Les relations entre le Royaume-Uni et les Communautés européenne reprirent avec l'ouverture des négociations d'adhésion en juillet 1970, un mois après l'entrée de Heath en fonction. En effet, dans sa première déclaration sur la politique étrangère de son gouvernement, il établit deux éléments :
- le renforcement de l'OTAN pour la défense de l'Europe, qualifiée de principale priorité gouvernementale de matière de défense ;
- l'adhésion aux Communautés européennes comme objectif politique.

Ce changement résultait notamment de raisons économiques puisqu'en 1970, cinq-sixièmes de la production britannique étaient composés de produits manufacturés qui s'exportaient mieux vers les pays riches d'Europe et les États-Unis.
La position des partis politiques quant à l'adhésion au Royaume-Uni avait beaucoup changé. En effet, 45 % des membres du parti conservateur étaient méfiants ou opposés à l'adhésion et 7 % des libéraux l'étaient également. Seul le parti travailliste était encore opposé à l'adhésion à hauteur de 61 %. C'est donc sur les enjeux et les termes de l'adhésion – et non celle-ci en elle-même – que ces partis se sont opposés.
Ce soutien mitigé au niveau politique était d'autant plus visible qu'il existait une opposition plus prononcée de la population. En effet, selon un sondage Gallup Poll de 1970, près de 55 % de la population britannique était contre l'adhésion tandis que 24 % la soutenait,. En juillet 1971, toutefois, l'opinion publique devint moins réfractaire avec un soutien renouvelé de la part des Conservateurs.
Finalement, le Royaume-Uni a adhéré aux Communautés européennes le 1er janvier 1973.

## Analyses historiographies des relations
Les analyses historiographiques sur les relations Royaume-Uni-Communautés européennes durant la période 1952-1973 adoptent différentes perspectives.

### École orthodoxe
L'école orthodoxe considère, selon les mots de Miriam Camps, que le Royaume-Uni a « loupé le bateau » de manière répétée jusqu'à son adhésion en 1973. Adoptant une vision politiquement subjective, l'analyse ainsi menée considère que la politique étrangère britannique envers l'Europe à cette époque est un échec.
Cette école est influencée par les « Européanistes » qui considèrent que le mouvement d'intégration européenne est « un processus naturel et supérieur à la préférence britannique »,.
Issu de cette même école, Stephen George adopte la position du « partenaire maladroit ». Il considère en effet la façon dont le Royaume-Uni percevait l'importance de ses relations avec les États-Unis au-dessus de celles avec l'Europe comme injustifiée. George estimait également que Edward Heath, en dépit de sa volonté de faire adhérer le Royaume-Uni aux Communautés, était un de ces « partenaires maladroits ». Il se positionne ainsi à l'opposé d'autres historiens,.

### École révisionniste
L'école révisionniste est apparue dans les années 1980 et se présenta comme critique de l'analyse menée par les orthodoxes. Au lieu d'expliquer ce que les Orthodoxes qualifiaient d'« échec » de l'adhésion, ceux-ci cherchaient à comprendre la politique européenne du Royaume-Uni avant l'adhésion. Ils se sont notamment montré critique envers George qui n'aurait, selon eux, pas réussi à comparer les politiques européennes britanniques à celles d'autres États d'Europe.
Différents courants parcouraient cette école de pensée :
- selon Jan Melissen et Bert Zeeman, la politique européenne du Royaume-Uni n'était pas celle d'un État ayant « loupé le bateau » mais plutôt celle d'un État qui aurait refusé d'embarquer dans ce qu'il percevait être la mauvaise « destination »[43],[47].
- selon Wolfram Kaiser, l'intérêt à long terme du Royaume-Uni était présent mais l'intérêt politico-commercial s'européanisait plus lentement[46],[48].
- selon John Young, l'apparition d'une politique britannique envers l'Europe fut progressive et entraîna un affaiblissement des relations américano-anglaise[46],[49].
- selon Christopher Lord, la politique étrangère de Heath envers les Communautés comportait deux éléments contradictoires : les aspects économiques et sécuritaires, alors dépendant de l'adhésion, et les politiciens britanniques craignant les pertes de souveraineté[46],[50].

### Approche post-révisionniste
L'approche post-révisionniste considère que la politique européenne du Royaume-Uni avant l'adhésion s'est élaboré en un processus lent, subtil et incohérent.